# Steganotaenia hockii
Steganotaenia hockii là một loài thực vật có hoa trong họ Hoa tán. Loài này được (C. Norman) C. Norman miêu tả khoa học đầu tiên năm 1934.